# Unione Sovietica ai XIV Giochi olimpici invernali
L'Unione Sovietica partecipò ai XIV Giochi olimpici invernali, svoltisi a Sarajevo, Jugoslavia, dall'8 al 19 febbraio 1984, con una delegazione di 99 atleti impegnati in dieci discipline.